# الحزب الليبرالي المكسيكي
الحزب الليبرالي المكسيكي (بالإسبانية: Partido Liberal)‏ هو حزب سياسي مكسيكي، أسس في 1822، وحل في 1966، يقع مقره في مدينة مكسيكو.

## أعضاء بارزون
- كود سباركل
- تحديث القائمة

- بينيتو خواريز
- بورفيريو دياث (سياسي)
- أنطونيو لوبيز دي سانتا آنا
- غوادالوبي فيكتوريا
- فيسنتي غيريرو
- اجناسيو ساراجوزا
- Sebastián Lerdo de Tejada
- فالنتين غوميز فارياس
- مانويل غونزاليس فلوريس
- ماريانو أريستا